# أحمد الصقلي
أحمد الصقلي تم تعميده كمسيحي تحت اسم بيتر، كان خصيًا وقائدًا لديوان مملكة صقلية في عهد وليام الأول. تم تسجيل قصته من قبل معاصريه المسيحيين روموالد غوارنا وهوغو فالكاندوس من صقلية والمؤرخ المسلم ابن خلدون.
ولد بيتر مسلمًا في جربة لعائلة صقلية أمازيغية. بعد تحوله دخل خدمة التاج الصقلي وارتقى إلى رتبة أميرال في البحرية. خلال إعادة فتح «مملكة إفريقيا» لروجر الأول من قبل المسلمين (1159)، قاد بيتر 160 سفينة في حملة مداهمة لجزر البليار التي يسيطر عليها المسلمون. حاول فيما بعد فك حصار المهدية في شمال إفريقيا بنفس الأسطول، ولكن بعد وقت قصير من خوض المعركة استدار وتراجع نحو صقلية. في حين أن المصادر العربية تشير إلى أن عاصفة تسببت بتفريق الأسطول، يؤكد هوغو فالكاندوس أن بيتر «كان بالاسم والملابس فقط مسيحيًا، بل كان ساراكينوسي في القلب». تمت ترقيته إلى مكتب تشامبرلين العظيم.
في عام 1162، تول بيتر منصب الكونت المتوفى سيلفستر من مارسيكو مع الثنائي ماثيو من أجيلو وريتشارد بالمر (بيشوب) الذي أعطاه الملك إدارة المملكة منذ اغتيال أمير أمراءه، مايو من باري، في 1160. عند وفاة زوجها عام 1166، تولت الملكة مارغريت نافار الوصاية على ابنها الصغير ويليام الثاني. لم تثق في النبلاء ولا الكنيسة، لذلك لجأت إلى المسؤولين الحنكيين والثالوث، الذين لم يثق فيهم بماثيو من أجيلو. قامت بترقية الخصي الرئيسي، بيتر، إلى أعلى منصب في المملكة، الذي كان يشغله سابقًا مايو من باري، لكنها لم تمنحه لقب الأخير «أمير الأمراء».
كان النبلاء يحتقرون بيتر، وسرعان ما بدأ ابن عم الملكة، جيلبرت، كونت غرافينا، يتآمر على حياته. وغير قادر على الاحتفاظ بالسيطرة على صقلية أو للسيطرة على جيلبرت، قام بيتر في البداية بتعزيز حارسه الشخصي وفر في نهاية المطاف، آخذًا معه كمية من الكنوز مما سبب للملكة الحاكمة إحراجا شديدا. وبعد غير اسمه إلى أحمد واعتنق الإسلام، عبر إلى إفريقيا وأصبح قائدًا لأسطول الخليفة الموحدي يوسف الأول. بحسب ابن خلدون، الذي يسميه أحمد الصقلي، فقد كان يحارب ببسالة ضد الأعداء المسيحيين.

## روابط خارجية
- باللغة الإيطالية "Il Gaito Pietro"